# Ian Bohen
Ian Stuart Bohen (ur. 24 września 1976 r. w Carmel-by-the-Sea w stanie Kalifornia) − amerykański aktor filmowy i telewizyjny.

## Życiorys
Urodził i wychował się w Carmel-by-the-Sea, w północnej Kalifornii. W 1992 roku debiutował epizodem w serialu NBC Rodzina Torkelsonów, a rok później zagrał Jimmy'ego Wakefielda w krótkim metrażu Todda Fielda Delivering. W biograficznym westernie Wyatt Earp (1994) pojawił się jako bohater tytułowy z czasów młodości.
Znany z ról Petera Hale'a w serialu MTV Teen Wolf: Nastoletni wilkołak (2011–2017), Johnny'ego O'Briena w soap operze Dzień jak dzień (Any Day Now, 1998–2001) oraz Roya Hazelitta w serialu AMC Mad Men (2007). Za występ w Nastoletnim wilkołaku uzyskał w 2017 roku nominację do nagrody Saturna.